# Comuna Horîțea, Slavuta
Horîțea (în ucraineană Гориця) este o comună în raionul Slavuta, regiunea Hmelnîțkîi, Ucraina, formată din satele Horîțea (reședința) și Krasnostav.

## Demografie
Componența lingvistică a comunei Horîțea
     Ucraineană (99,67%)
     Alte limbi (0,08%)
Conform recensământului din 2001, majoritatea populației comunei Horîțea era vorbitoare de ucraineană (99,67%), existând în minoritate și vorbitori de alte limbi.